# 国保野上厚生総合病院
国保野上厚生総合病院（こくほのかみこうせいそうごうびょういん）は、和歌山県海草郡紀美野町にある一部事務組合、国民健康保険野上厚生病院組合が設置・運営する公立病院である。

## 歴史
- 1949年 - 開院。
- 1978年 - へき地中核病院に指定。
- 1998年 - 本館竣工。

## 診療科
- 内科
- 呼吸器内科
- 消化器内科
- 循環器内科
- 神経内科
- 外科
- 整形外科
- 脳神経外科
- 消化器外科
- 肛門外科
- 小児科
- 精神科
- 眼科
- 耳鼻咽喉科
- 泌尿器科
- 産婦人科
- リハビリテーション科